# Lycoriella thuringiensis
Lycoriella thuringiensis är en tvåvingeart som beskrevs av Menzel och Werner Mohrig 1991. Lycoriella thuringiensis ingår i släktet Lycoriella och familjen sorgmyggor. Inga underarter finns listade i Catalogue of Life.